# Philipp Ernsting
Philipp Ernsting (* um 1986) ist ein deutscher Jazz- und Improvisationsmusiker (Schlagzeug, Elektronik), der in Rotterdam lebt.

## Wirken
Ernsting, der zunächst mit Doctor Schnitt im Rockbereich auftrat, studierte am Rotterdams Conservatorium. 
Gemeinsam mit dem portugiesischen Altsaxophonisten Hugo Costa und dem Bassisten Gonçalo Almeida arbeitet Ernsting länger als ein Jahrzehnt im Noise- und Jazzcore-beeinflussten Improvisationstrio Albatre zusammen, das seit 2013 mehrere Alben vorlegte und international tourte. Mit Costa und Josue Amador bildete er daneben 2018 das Trio Anticlan, das ebenfalls zwei Alben veröffentlichte. Im Duo mit Costa spielte er 2020 das Album The Art of Crashing für das Label A New Wave of Jazz ein; im Trio mit William Parker entstand in Rotterdam das Album  Pulsar (NoBusiness Records 2024). Weiterhin bildete er mit Gonçalo Almeida und dem Saxophonisten Riccardo Marogna das Trio Ritual Habitual (Pagan Chant, 2021) und mit Almeida und dem Gitarristen Luís Lopes das Misanthrope Trio (Gut Liver, 2024).